# Politie in Thailand

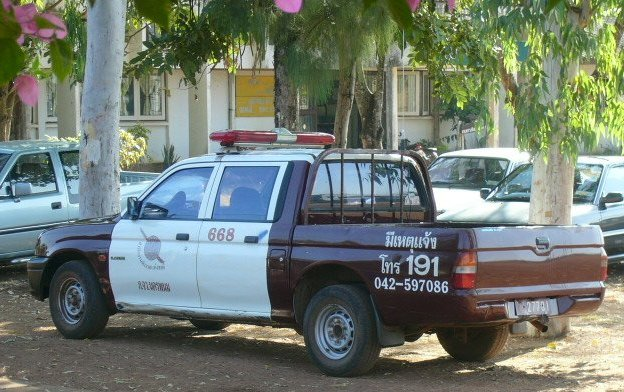
Standaard Thaise politiewagen (een 'pick-up')

De Politie in Thailand is onderverdeeld in verschillende regio's en in verschillende diensten met ieder hun eigen bevoegdheden. De nationale politie heet de 'Royal Thai Police'.
- Crime Suppression Division, Thaise FBI
- Immigratie
- Verkeerspolitie

## Royal Thai Police
Er zijn ruim 230.000 agenten,. De meeste  politiewagens zijn pick-up trucks en de politie beschikt over ruim 90 helikopters, verschillende types (ook grote types, zoals in het leger) en ook twee vliegtuigen, waaronder een Fokker 50.
Agenten moeten zelf hun wapens aanschaffen, er is geen standaardwapen, echter zijn er wel type wapens die favoriet zijn. De uniformen variëren per rang en ook per regio en lijken meer op legerkleding dan op politiekleding zoals in Europa of de Verenigde Staten.